# Golpe de Estado en Burkina Faso de septiembre de 2022
El 30 de septiembre de 2022 se produjo el segundo golpe de Estado en Burkina Faso, que destituyó al presidente interino Paul-Henri Sandaogo Damiba por su incapacidad para hacer frente a una insurgencia islamista. Damiba había llegado al poder en un golpe de Estado apenas ocho meses antes. El capitán Ibrahim Traoré asumió como líder interino.

## Trasfondo
El golpe se produjo después del golpe de Estado de enero de 2022 en Burkina Faso. El golpe de enero había estado motivado por la incapacidad del gobierno de Burkina Faso para contener la insurgencia yihadista en Burkina Faso. Un grupo de oficiales del ejército derrocó al presidente Roch Marc Christian Kaboré, instalando la junta militar del Movimiento Patriótico para la Salvaguardia y Restauración con Paul-Henri Sandaogo Damiba a la cabeza. Inicialmente, el golpe fue bien recibido por muchos en Burkina Faso, ya que el gobierno anterior se había vuelto profundamente impopular debido a su incapacidad para hacer frente a la insurgencia.
Sin embargo, el nuevo régimen tampoco pudo derrotar a los rebeldes y, en cambio, perdió aún más territorio ante los yihadistas y otros militantes. En septiembre de 2022, casi el 40 % de Burkina Faso estaba controlado por fuerzas no estatales. Mientras tanto, Damiba despidió a su ministro de defensa y asumió el cargo él mismo. Varios de los oficiales que habían apoyado el golpe de enero se sintieron insatisfechos con el gobierno de Damiba y luego afirmaron que no se había centrado lo suficiente en derrotar a los insurgentes y que, en cambio, perseguía sus propios objetivos. Estos oficiales descontentos eran en su mayoría jóvenes y sirvieron directamente en el frente. El apoyo público a Damiba también disminuyó.
Los elementos insatisfechos, encabezados por el capitán Ibrahim Traoré, planearon así su propio golpe. Traoré se desempeñaba como jefe de las fuerzas especiales "Cobra" en Kaya, un pueblo en el norte de Burkina Faso. El 26 de septiembre, los rebeldes tendieron una emboscada a un convoy de suministros a la sitiada ciudad norteña de Djibo, lo que provocó la muerte de once soldados burkineses y el secuestro de 50 civiles. Este evento socavó aún más la confianza pública en el gobierno de Damiba, y posiblemente contribuyó a su eventual derrocamiento.

## Cronología
El golpe comenzó temprano en la mañana cuando se escucharon fuertes disparos y explosiones en varias partes de la capital, Uagadugú, incluso en el barrio de Ouaga 2000 que alberga la sede de la junta presidencial y militar. Soldados enmascarados organizaron bloqueos en el centro de la capital; las tropas golpistas parecían pertenecer principalmente a la unidad "Cobra". Los enfrentamientos tuvieron lugar en una base militar, Camp Baba Sy, donde se encontraba principalmente Damiba. También se informó de disparos en el Palacio de Kosyam. La televisión estatal salió del aire. Horas más tarde, el gobierno interino admitió una "crisis interna" dentro del ejército y dijo que se estaban llevando a cabo conversaciones para llegar a un acuerdo. En Facebook, el presidente interino Damiba admitió que había habido un "cambio de humor entre ciertos elementos de las fuerzas armadas nacionales". Las negociaciones entre las tropas rebeldes y el gobierno no tuvieron éxito.
Cuando los civiles se dieron cuenta de que se estaba produciendo un golpe, grupos se reunieron en la capital para recopilar información o demostrar su apoyo a los golpistas.
Por la noche, el capitán Traoré anunció que él y un grupo de oficiales habían decidido destituir al presidente interino Damiba debido a su incapacidad para lidiar con el empeoramiento de la insurgencia islamista en el país. Impuso un toque de queda de 9:00 p. m. a 5:00 a. m., suspendió todas las actividades políticas y de la sociedad civil, cerró todas las fronteras aéreas y terrestres y suspendió la Constitución de Burkina Faso. Traoré también declaró que él era el nuevo líder del Movimiento Patriótico de Salvaguardia y Restauración.
Se desconoce el paradero de Damiba tras el golpe. La nueva junta bajo el liderazgo de Traoré acusó más tarde a Damiba de intentar huir hacia la base militar francesa de Camp Kamboinsin para organizar un contragolpe. Al día siguiente, ciudadanos burkineses que apoyaban el golpe atacaron la embajada francesa en Uagadugú y un instituto francés en Bobo-Dioulasso. Sin embargo, Francia negó cualquier participación en la planificación de un contragolpe y condenó los ataques.

## Reacciones
El golpe fue calificado de "muy lamentable" por el presidente del Movimiento por los Derechos Humanos del país, quien también criticó a los militares por sus divisiones e incapacidad para combatir el extremismo.
La Comunidad Económica de los Estados de África Occidental se opuso al golpe y agregó que llegó en un "momento inoportuno" cuando Burkina Faso regresaba a un gobierno constitucional. Moussa Faki, presidente de la Comisión de la Unión Africana, condenó el golpe como "inconstitucional" y suspendió a Burkina Faso de la organización.
La Organización para la Cooperación Islámica (OCI) condenó el golpe y llamó a la calma y a mantener el espíritu de diálogo.
Yevgueni Prigozhin, fundador del Grupo Wagner, mostró su apoyo al golpe. En su declaración, le dio crédito a Paul-Henri Sandaogo Damiba por liberar a Burkina Faso de lo que describió como el yugo de los colonialistas, aunque también afirmó que eso "no justificaba la confianza de los jóvenes oficiales" y que "hicieron lo que fue necesario y lo hicieron en beneficio de su pueblo". Finalmente, en su declaración felicitó a Traoré.